# Lorraine Coghlan
Lorraine Coghlan-Robinson (Warrnambool, 23 september 1937) is een tennisspeelster uit Australië.
In het enkelspel speelde Coghlan in 1958 de finale van het Australian Open; ook in het dubbelspel bereikte zij daar de finale, samen met de Britse Angela Mortimer die haar in het enkelspel versloeg. Later in het jaar won Coghlan met Robert Howe het gemengd dubbelspel van Wimbledon.